# Одриське царство
Одриське царство (дав.-гр. Βασίλειον Ὀδρυσῶν) — союзна держава фракійських племен, об'єднаних Одриською династією в південно-східній Фракії на початку V століття до нашої ери. У період найбільшого розширення, царство охоплювало величезні території між річкою Стрімон на заході, Понтом Евксинським (нині Чорне море) зі сходу, Егейським морем на півдні та річкою Істрос на півночі.
Перший відомий з історичних джерел могутній цар одрисів — Терес I. Надалі держава розвивалась за правління його синів Спарадока та Сіталка, ще більш зміцнилось в добу Севта I та Амадока I, а найвищого розвитку досягло за царя Котіса I. 336 до н. е. Одриське царство підпало під гегемонію Македонського царства, пережило вторгнення кельтів. Зрештою у 46 році стало однією з провінцій Римської імперії — Фракією.

## Історія
Наймогутнішим фракійським плем'ям з 5 століття до н. е. були одриси. Про них існує більше відомостей, які відносяться до власне фракійської історії. В V столітті до н. е. цар одрісів Терес I зосередив під своїм пануванням більшу частину фракійських племен. По смерті його (близько 440 до н. е.) володіння Тереса розділено між його двома синами Сіталком і Спарадоком, а коли останній втік від переслідування брата в Скіфію, Сіталк став єдиновладним правителем могутнього, але варварського племені, з яким, проте, афіняни уклали союз.
Під час Пелопоннеської війни Бразід з військом увійшов у Фракію, щоб завдати тут удару афінській могутності. Похід його мав на меті завоювання не самої Фракії, а афінських колоній на березі Егейського моря, серед яких Амфіполь, Стагіра та інші поліси. Взагалі грецькі походи до Фракії здійснювались для завоювання не власне фракійських, а грецьких володінь в межах Фракії, і ці перипетії грецької історії не заважали посиленню могутності власне одрісів.
Після наступника Сіталка — Севта, за якого могутність одрісів сягнула найвищого ступеня розвитку, царство їх поступово стало занепадати, завдяки внутрішнім негараздам. Об'єднана Севтом монархія розпалася на ряд дрібних держав. Цар Котіс (384 — 360 роки до н. е.) знову об'єднав країну, головним чином завдяки підтримці афінянина Іфікрата, але внутрішні негаразди тривали й в добу його правління. Відомо, що в 360 до н. е. Котіс відвоював в афінян місто Сест. По смерті Котіса в країні одрісів спалахнула боротьба за престол між сином Котіса Керсеблептом і двома його суперниками, Амадоком і Берісадом. Ця боротьба завершилась тим, що Керсоблепт отримав область на Пропонтиди і долину Гебра (нині річка Мариця), Амадок — узбережжя Егейського моря від Ена до Маронеї, Берісад — іншу частину країни до Македонії.
У 357 до н. е. афіняни відвоювали Сест у Керсеблепта, який був змушений поступитися їм і Херсонесом Фракійським. За Філіппа II Македонського Керсеблепт був васалом Македонії; до 339 до н. е. вся Фракія стала залежною від Македонії, причому, як оплот Македонії, Філіпп заснував всередині країни місто Філіппополь (сучасний Пловдив). У 335 до н. е. Александр Македонський почав похід проти трібаллів і гетів, що закінчився підкоренням неспокійних сусідів. По смерті Александра Фракія перейшла в управління Лісімаха. По смерті останнього у 281 до н. е., правителем її був Селевк I Нікатор, потім Птолемей Керавн.
У 279 до н. е. Фракія піддалася нападу кельтів, які під проводом Церетрія зайняли країну й заснували царство в області Гема зі столицею Тілісом. Після вигнання кельтів, у Фракії встановився колишній порядок правління і роздільного існування розрізнених племен, підкорення та об'єднання яких вдалося тільки римлянам після низки походів. Так, Мінуцій Руф (в кінці 2 століття до н. е.) підкорив трібаллів, Марк Ліциній Лукулл (72 до н. е.) — бессів і південне узбережжя, Марк Ліциній Красс (29 до н. е.) — бастарнів.
Остаточне завоювання Фракії відноситься до 15 до н. е.. Перший же намісник провінції Мезії згадується в 6 до н. е. За Доміціана Мезія розділена на дві частини — Верхню Мезію (лат. Moesia Superior, нині Сербія) і Нижню Мезію (лат. Moesia Inferior, нині Болгарія). У Верхній Мезії існували міста Рациарія, Сінгідун, Скупи; в Нижній Мезії Еск, Нікополь на Іструмі, Трезміс, Істр, Томи, Одесс. Власне ж Фракія була звернена на римську провінцію лише за Калігули (46 до н. е.). Серед внутрішніх міст Фракії того часу: Філіппополь, Апри, Девельт, Флавіополь та інші. За Діоклетіана до складу фракійської дієцезії увійшли такі провінції: Європа, з Перінфом і Апрамі, Родопи, з містами Максіміанополем, Маронеєю та Еном, Фракія з Філіппополем і Бероєю, Гемімонт з Адріанополем і Анхіалом, Скіфія з Діонісополем, Томами й Калатісом і Нижня Мезія, з Марціанополем і Нікополем.

## Одриські царі
- Терес I (450 до н. е. — 431 до н. е.)
- Сіталк (431 до н. е. — 424 до н. е.)
- Севт I (424 до н. е. — 410 до н. е.)
- Амадок I (410 до н. е. — 390 до н. е.)

- Севт II (405 до н. е. — 391 до н. е.)

- Хебризелм (390 до н. е. — 384 до н. е.)
- Котіс I (384 до н. е. — 359 до н. е.)

- Керсеблепт (359 до н. е. — 341 до н. е.)
- Берісад (359 до н. е. — 352 до н. е.)

- Кетріпор (358 до н. е. — 347 до н. е.)

- Амадок II (359 до н. е. — 347 до н. е.)

- Терес II (347 до н. е. — ?)

- Севт III (близько 330 до н. е. — близько 300 до н. е.)
- Плеврат (213 до н. е. — 208 до н. е.)
- Котіс IV (171 до н. е. — 167 до н. е.)
- Котіс VI (57 до н. е. — 48 до н. е.)
- Садала II (48 до н. е. — 42 до н. е.)
- Садала III (42 до н. е. — 31 до н. е.)
- Котіс VII (31 до н. е. — 18 до н. е.)
- Реметалк I (18 до н. е. — 12 н. е.)

- Котіс VIII (12 — 18)
- Рескупоріс II (12 — 19)

- Реметалк II та Антонія Тріфена (18 — 38)
- Реметалк III та Піфодорида II (38 — 46)

## Культурні артефакти
Одриський період фракійського домінування знаменитий Рогозенським (
165 срібних суден (піали, глечики) з орнаментом і міфологічними сценами), Луковітським, та Боровським скарбами, а також Долиною царів, 1500 курганних могил, досі досліджено близько 300. 

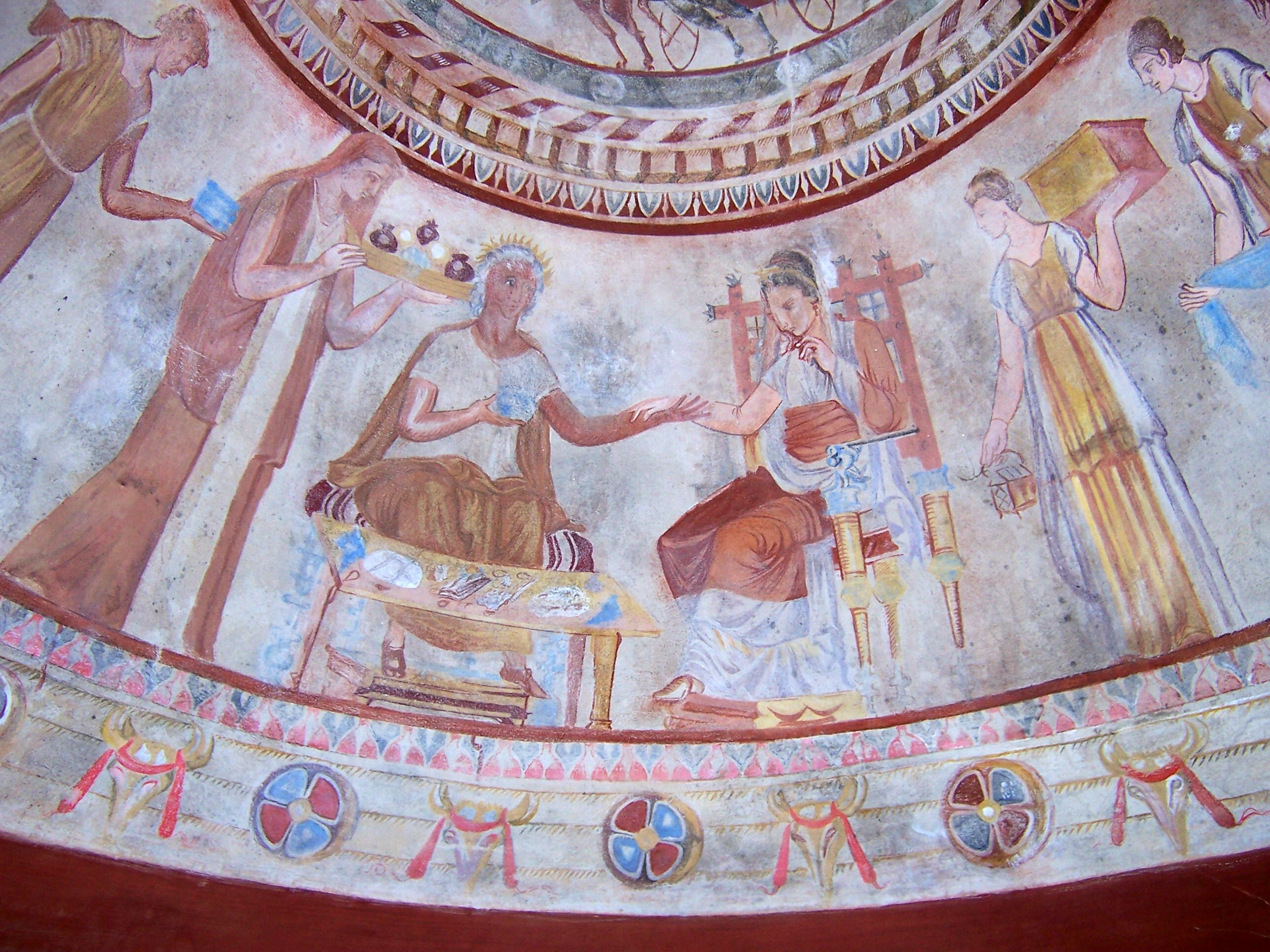
Фракійські цар і цариця — модель гробниці
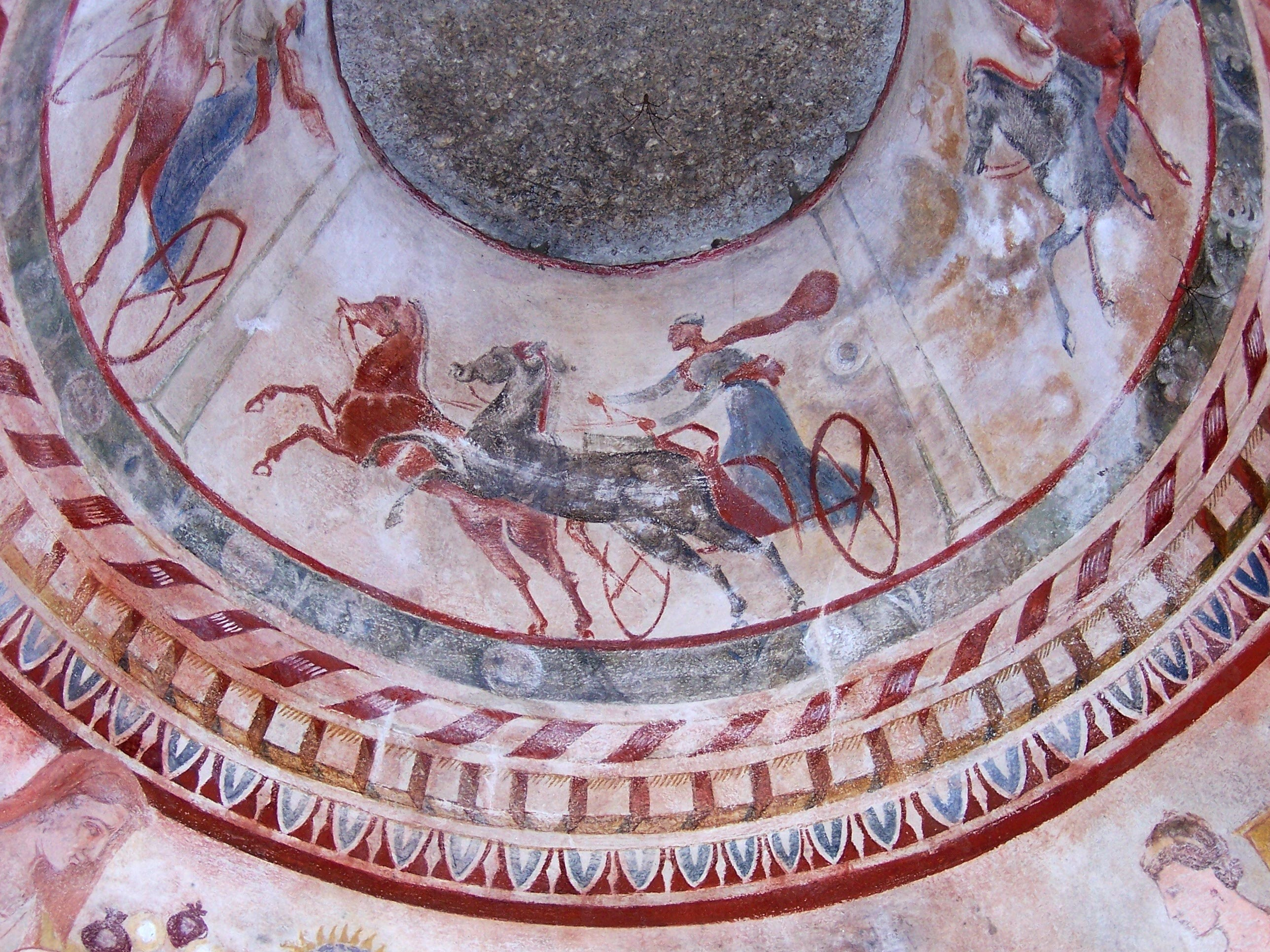
Перегони на колісницях — модель гробниці
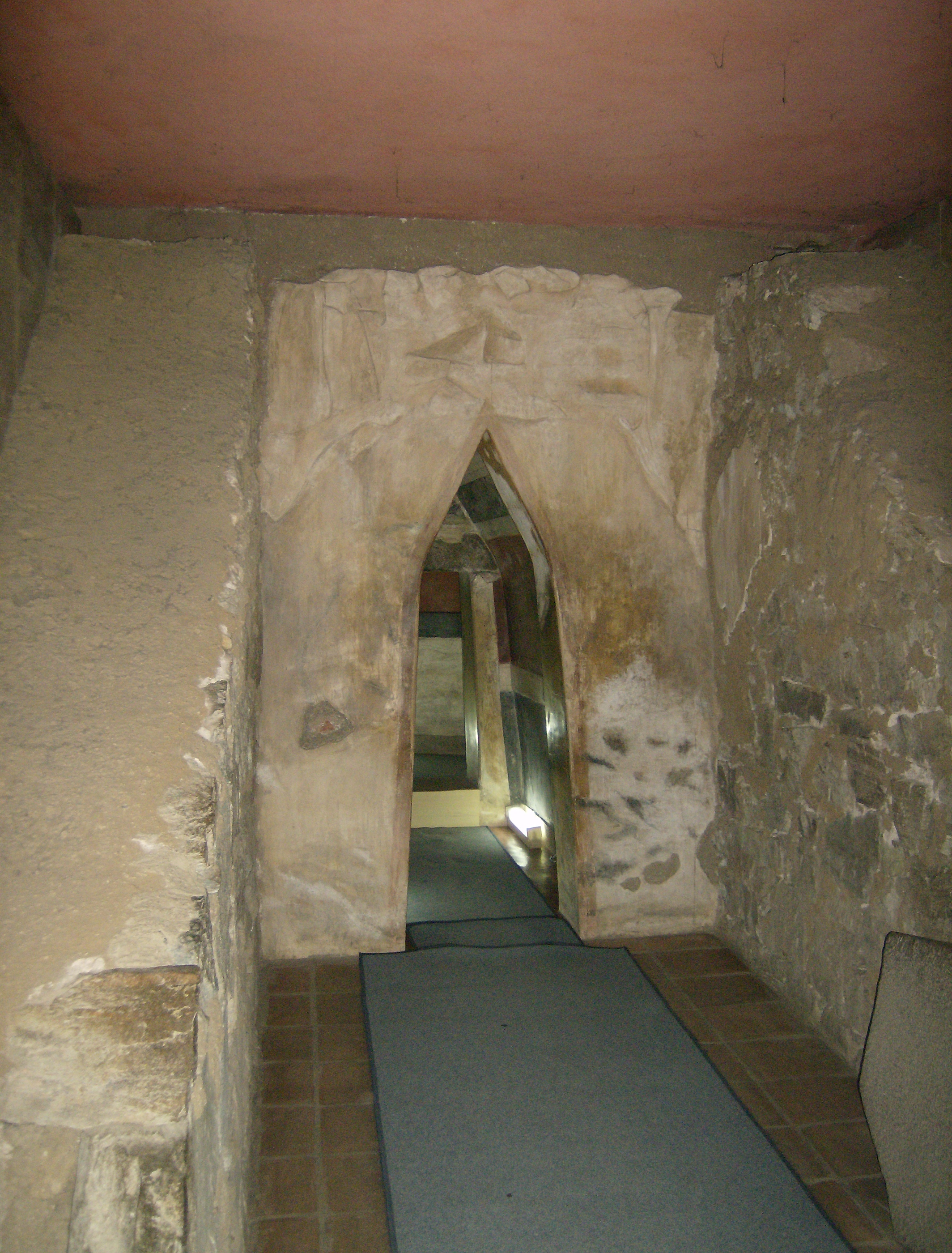
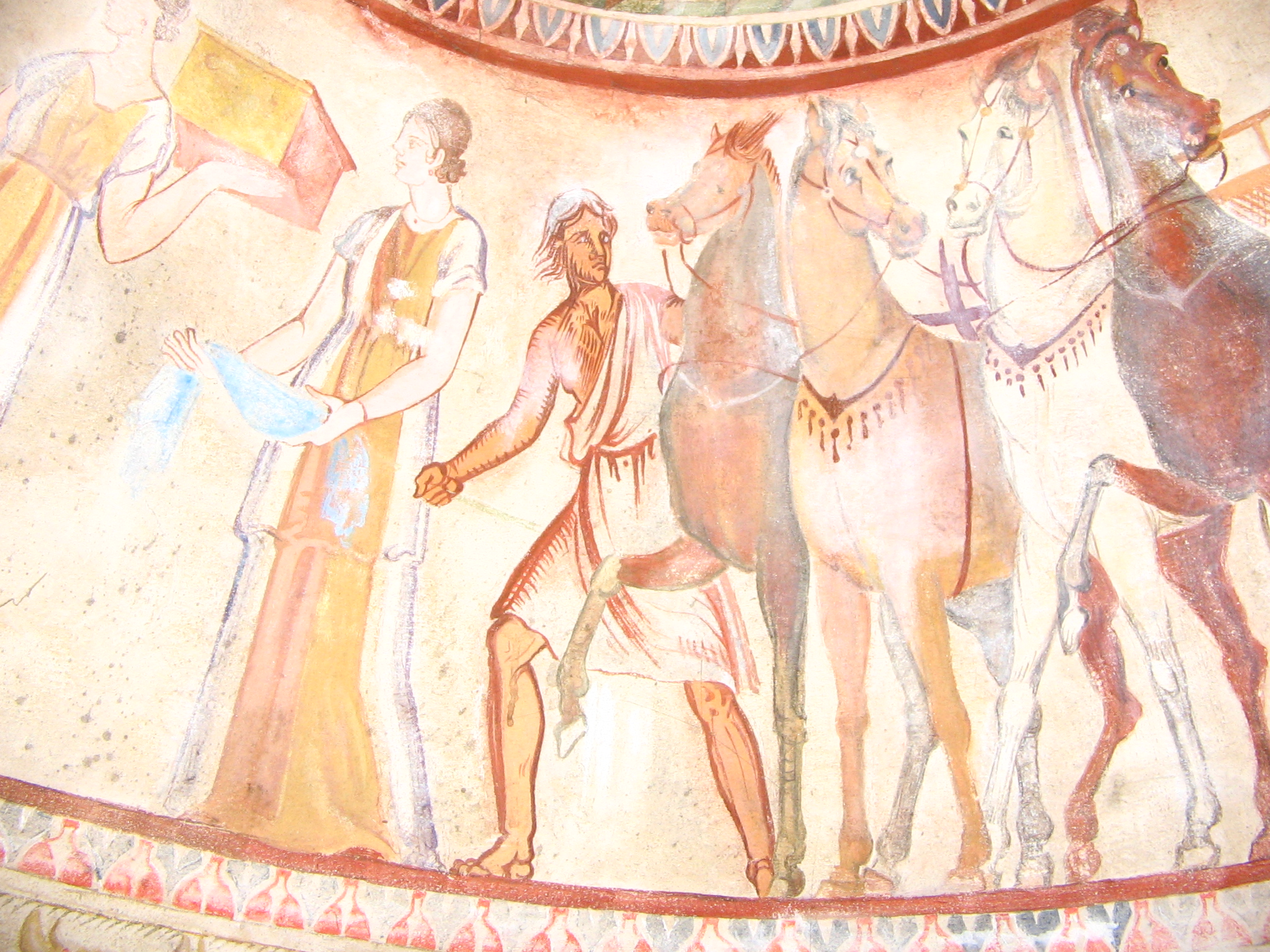
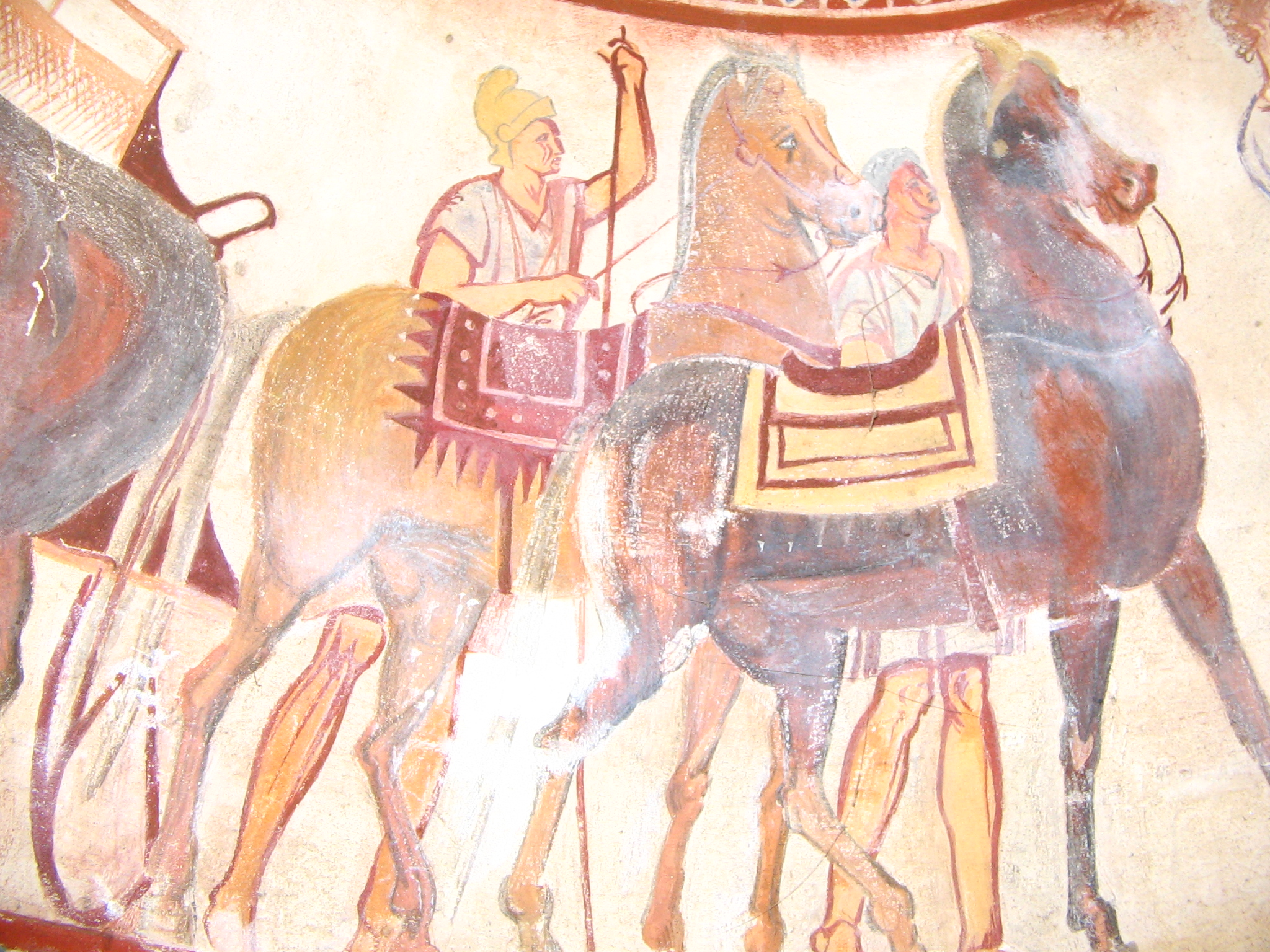
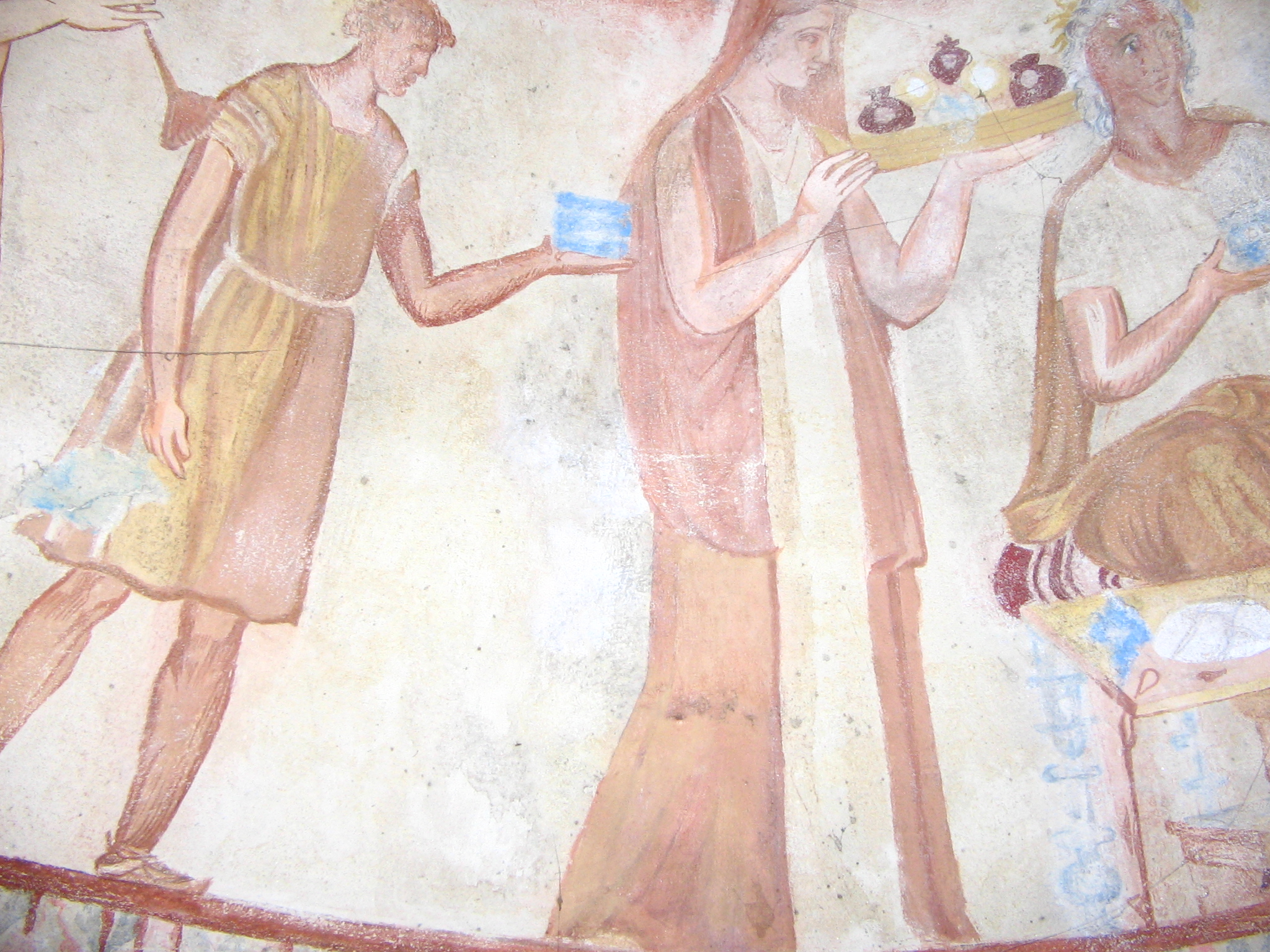
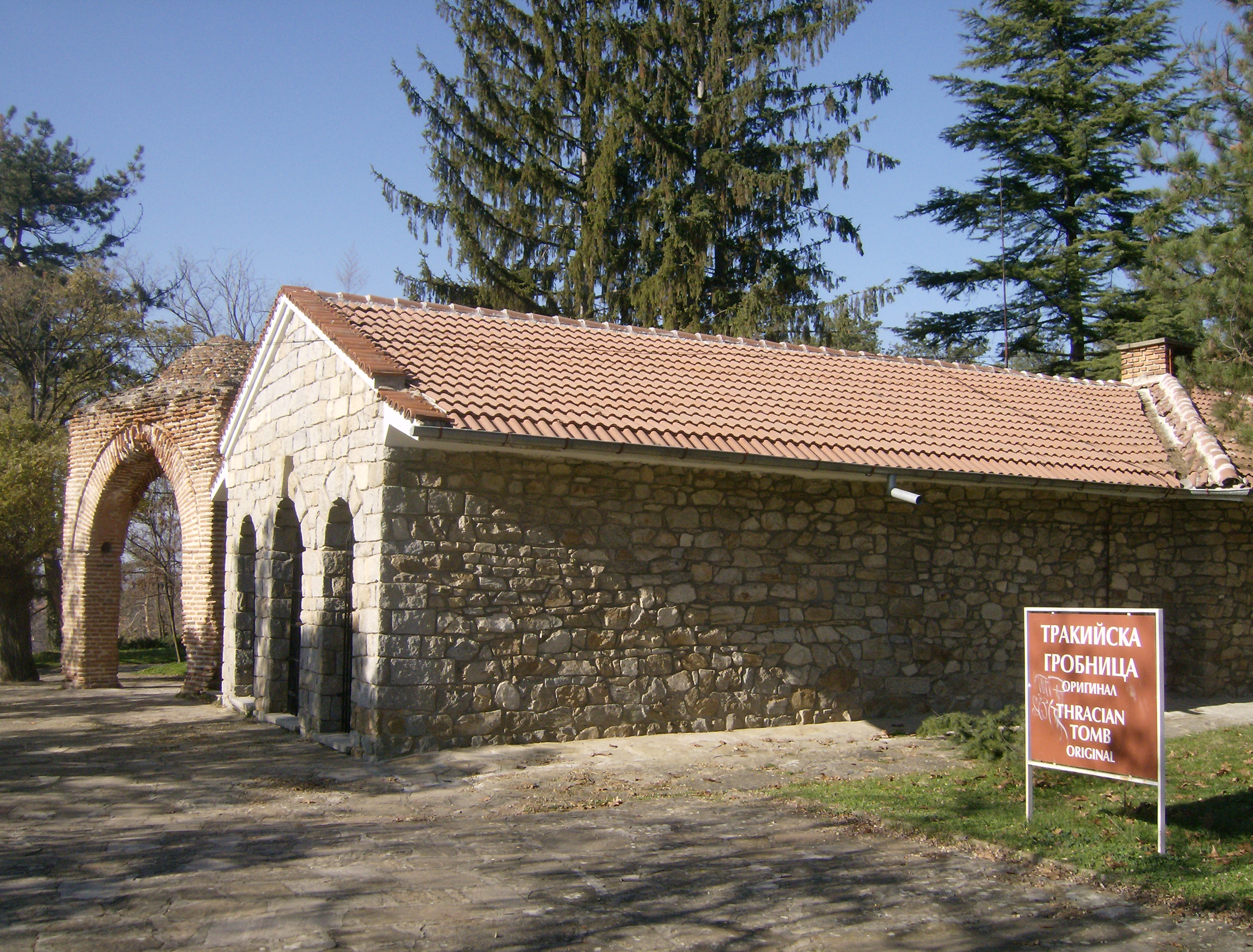
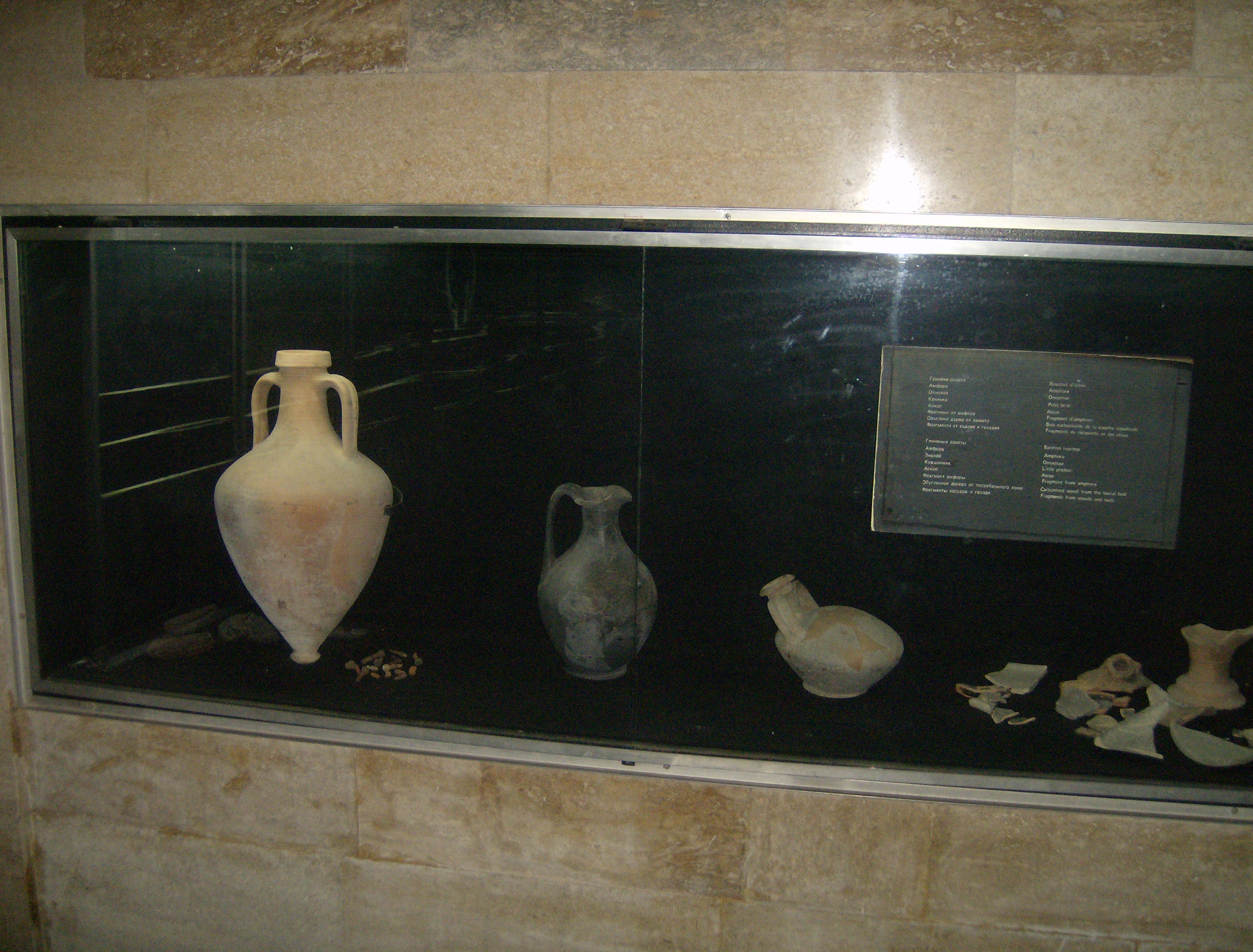
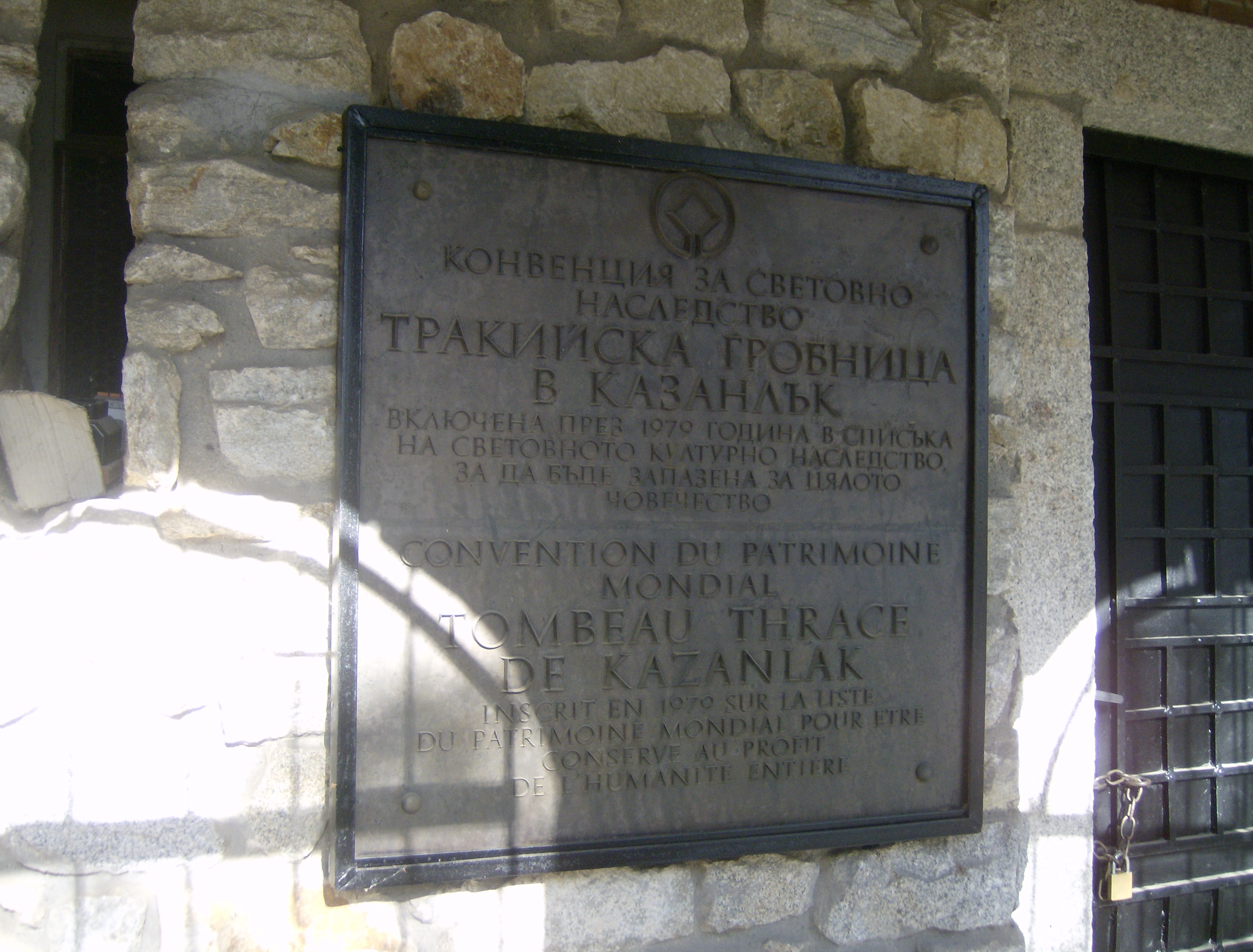
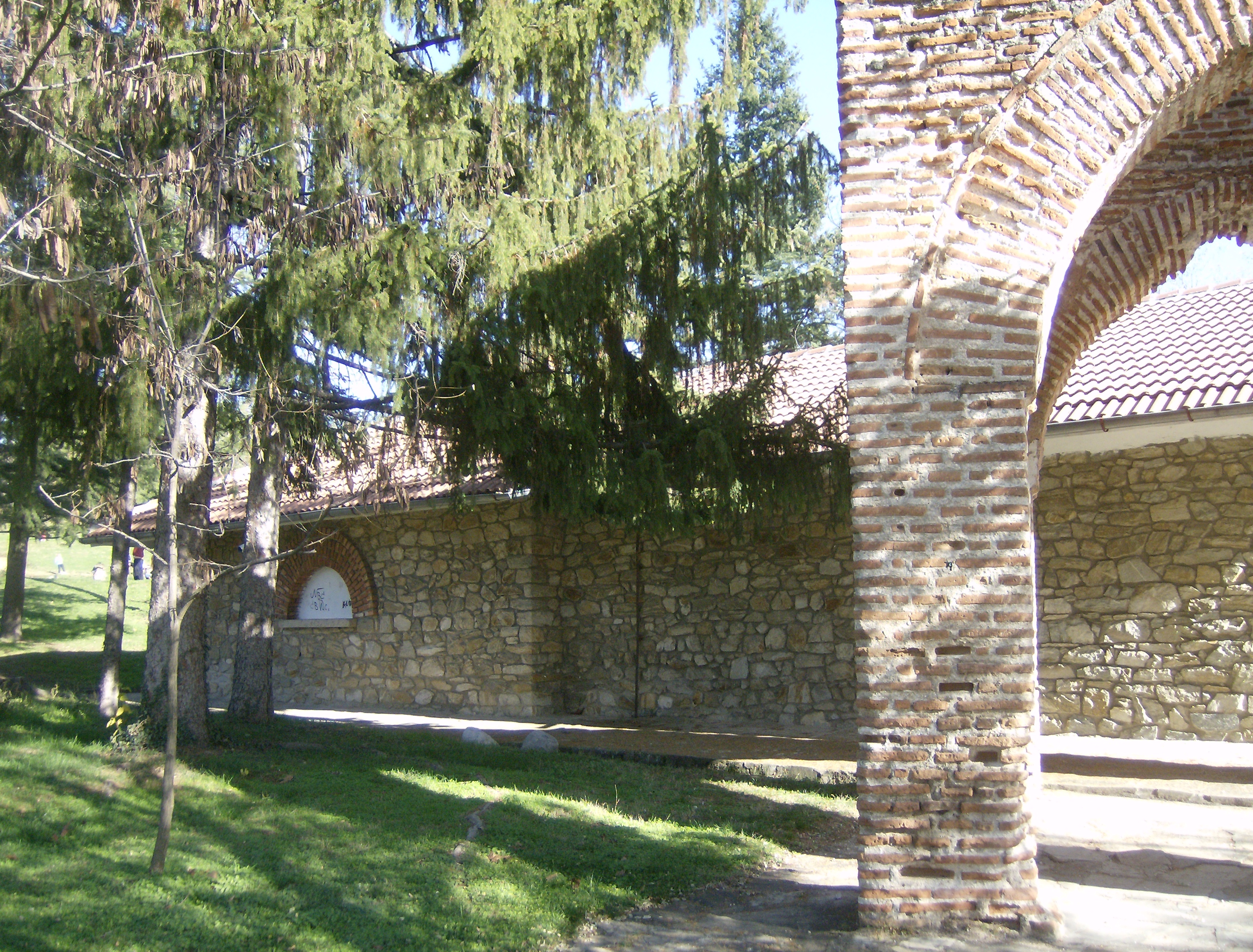
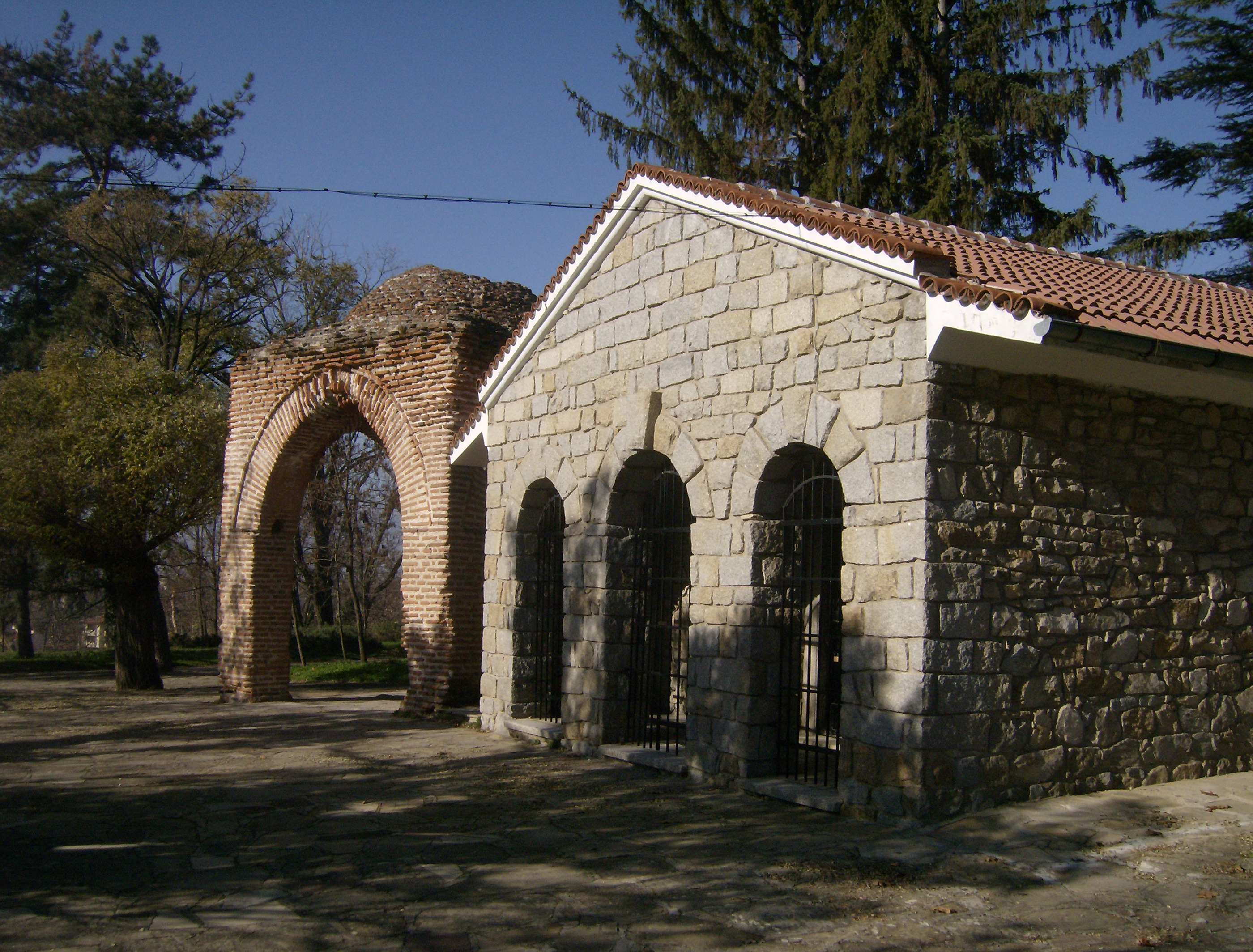